# June Afternoon
June Afternoon is een nummer van de Zweedse band Roxette uit 1996. Het verscheen als nieuw nummer op hun verzamelalbum Don't Bore Us, Get to the Chorus!.
"June Afternoon" is een vrolijk en opbeurend nummer dat de charmes van een zonnige dag in juni omschrijft. De tekst schetst een levendig beeld van een zorgeloze middag vol diverse activiteiten en een gevoel van kinderlijke verwondering. Het nummer werd een bescheiden hit in een aantal Europese landen. Zo bereikte het de 24e positie in Zweden, het thuisland van Roxette. In Nederland had het minder succes met een 11e positie in de Tipparade, terwijl het in de Vlaamse Ultratop 50 wel weer succesvoller was met een 33e positie.

## Tracklijst
- Cd-single

1. "June Afternoon" – 4:15
2. "Seduce Me" – 3:55